# IOS 7
iOS 7 là phiên bản lớn thứ bảy của iOS, hệ điều hành trên điện thoại di động của công ty Apple Inc.. iOS 7 được phát triển tiếp nối từ iOS 6. Phiên bản được công bố tại WWDC 2013 và được phát hành rộng rãi vào ngày 18 tháng 9 năm 2013. Bản kế tiếp của iOS 7 là iOS 8, phát hành ngày 17 tháng 9 năm 2014.

## Giao diện mới
Tại hội nghị thường niên dành cho các nhà phát triển ứng dụng (WWDC) ở thành phố San Francisco (Mỹ), ban lãnh đạo Apple đã giới thiệu về iOS 7 với giao diện được thiết kế độc đáo cho cảm giác hình ảnh nổi ở phần nền và các biểu tượng mới. 
"Đây là thay đổi lớn nhất về hệ điều hành iOS kể từ sau khi iPhone chào đời"— Tim Cook

Đây được xem là phiên bản nền tảng di động đột phá về giao diện thiết kế so với các bản iOS trước (ra mắt lần đầu tiên vào năm 2007 trên chiếc iPhone 2G).
Trong bản iOS 7 này, Apple đã thiết kế giao diện phẳng hơn, nhiều màu sắc hơn các bản iOS trước đó. Màn hình khóa được thiết kế đơn giản hơn, cắt bớt các khung viền không cần thiết giúp hiển thị ảnh nền tại màn hình khóa trở nên đẹp hơn rất nhiều. Thanh Status bar, đồng hồ, khung viền bao quanh dòng chữ "slide to unlock" đã được thiết kế để trở nên trong suốt, không còn các màu nền những vẫn rất dễ nhìn. Điều này giúp màn hình trở nên rộng rãi hơn, không còn cảm giác tù và xấu như ở bản iOS 6 trước khi có các màu nền che mất ảnh nền của điện thoại. Điểm đặc biệt trên iOS 7 lần này đó là có thể vuốt để mở khóa màn hình ở bất kỳ vị trí nào trên màn hình điện thoại thay vì phải vuốt đúng khung "slide to unlock" như các bản iOS trước đây, nhanh hơn rất nhiều. Khi bạn thay hình nền của màn hình chủ, các chi tiết trên giao diện iOS cũng thay đổi theo để bạn dễ dàng theo dõi thông tin đang được hiển thị. Tính năng này áp dụng với bàn phím số và các phần khác của iOS 7. iOS 7 đã được chuyển sang giao diện hoàn toàn mới, với các biểu tượng sắc nét và đơn giản hơn nhưng lại trông sang trọng hơn, chức năng mở khóa màn hình mới, hỗ trợ thêm tính năng lướt tay từ phía trên màn hình xuống để truy cập Spotlight Search, các thiết lập thường xuyên được sử dụng.
Các ứng dụng gốc cài sẵn trong iOS cũng được thiết kế lại giao diện và phương thức hoạt động. Chẳng hạn như ứng dụng thời tiết còn được trang bị thêm các hình ảnh động tương tự như các ứng dụng thời tiết thường thấy trên Android. Điều này giúp cho người dùng iOS không phải "kêu ca" rằng iOS quá đơn điệu so với Android.

## Tính năng mới

### Trung tâm Thông báo (Notification Center)
Trong iOS 7, người dùng giờ có thể truy cập trung tâm thông báo ngay từ màn hình khóa. Các thông báo sẽ được đồng bộ giữa các thiết bị OS X Mavericks và iOS 7 khác. Như vậy bạn sẽ không phải xem một thông báo đến 2 lần. Apple bổ sung them chế độ Hôm nay. Chế độ này sẽ hiển thị thời tiết của ngày hôm nay, các cuộc hẹn và một số thông tin khác để bạn theo dõi một cách nhanh chóng.

### Trung tâm Điều khiển (Control Center)
Trong iOS 7, Apple đã thêm vào Control Center cho phép người dùng kéo tay từ phía dưới màn hình lên để truy cập công tắc dành cho Wi-Fi, Không làm phiền, điều chỉnh độ sáng, điều khiển nhạc, AirPlay... Ngoài ra cả đèn pin cũng được tích hợp sẵn cùng với đường dẫn đến một số ứng dụng.

### Giao diện đa nhiệm mới
Đa nhiệm trên iOS 7 sử dụng toàn bộ màn hình của thiết bị để người dùng có thể theo dõi hoạt động của từng ứng dụng một. Người dùng có thể kéo lên trên để tắt ứng dụng thay vì phải bấm và giữ như trước.

### Siri
Trong iOS 7, Siri đã có cả giọng nam lẫn giọng nữ.
Giờ đây, Siri có thể kiểm soát thiết bị một cách trọn vẹn hơn. Cụ thể, Siri có thêm khả năng điều chỉnh độ sáng màn hình, trả lời cuộc gọi và điều khiển iRadio.
Siri có thể tìm kiếm giúp bạn trên những trang web nổi tiếng như Bing, Wikipedia hay Twitter.

### Ảnh và Camera
iOS 7 được trang bị ứng dụng camera mới cho phép truy cập chế độ panorama nhanh hơn. Cùng với đó là giao diện mới cùng rất nhiều cải tiến khác nữa. Nếu người dùng thích Instagram, chắc chắn họ sẽ cảm kích trước tính năng chụp ảnh vuông và các bộ lọc ảnh trực tiếp, không cần phải chụp xong mới được xem hiệu ứng từ các bộ lọc nữa.
Ứng dụng ảnh mới biết được người dùng chụp ảnh ở vị trí nào và sẽ phân loại chúng theo nơi chụp, giúp tìm ảnh dễ dàng hơn. Nếu người dùng muốn tìm một bức ảnh nào đó, hãy bấm và giữ, sau đó cuộn để xem qua các ảnh.

### iCloud
iCloud giờ đã hỗ trợ chia sẻ video, một sự lựa chọn khác nếu không muốn dùng YouTube hay Facebook.
Người dùng có thể xem các bức ảnh hay video mà bạn bè mình chia sẻ trên iCloud, giống như duyệt bảng tin của Facebook vậy.
iClould sẽ đồng bộ hóa mật khẩu, thông tin thẻ tín dụng và các mạng WiFi đến tất cả các thiết bị chạy OS X Mavericks hay iOS 7 khác.

### Trình duyệt Safari
Trình duyệt Safari cũng có giao diện mới trên iOS 7. Cuối cùng cũng có một thanh ở phía trên màn hình để người dùng nhập địa chỉ web và các từ khóa tìm kiếm. Người dùng iOS 7 có thể mở nhiều hơn 8 tab khi đang duyệt web bằng Safari.
iOS 7 cũng thêm chế độ Không theo dõi trên Safari giúp người dùng tránh bị lộ địa điểm của mình trước các hãng quảng cáo di động.